# Viktor Kapitonov
Viktor Kapitonov (n. 25 octombrie 1933, Kalinin, RSFS Rusă, URSS – d. 2 martie 2005, Moscova, Rusia) a fost un ciclist de performanță ce a reprezentat Uniunea Republicilor Sovietice Socialiste, medaliat olimpic. A participat la 2 ediții ale Jocurilor Olimpice (1956, 1960) în care a câștigat o medalie de aur și o medalie de bronz.